# Marco Favonio
Marco Favonio (en latín, Marcus Favonius; c. 90 a. C., Terracina-42 a. C.) fue un político romano. Es recordado a causa de su amistad con Catón, su adhesión al cinismo y su aparición en la obra de Shakespeare Julio César.

## Biografía

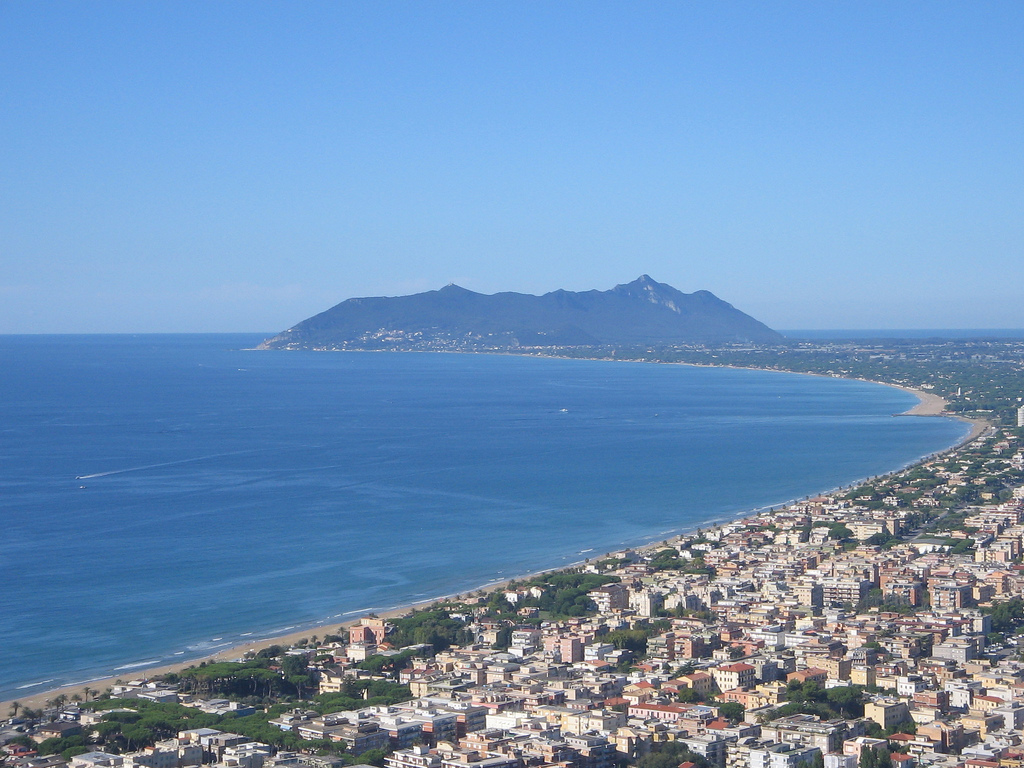
Vista aérea de Terracina, con el promontorio de Circeo al fondo.

Favonio nació alrededor de 90 a. C. en Tarracina —actual Terracina—, una colonia romana ubicada en la Vía Apia cerca de donde habitaron los volscos.

### Carrera política
Tan pronto como el año 56 a. C. se opuso, junto con Lucio Ninnio Cuadrato, a la Lex Trebonia que prolongaba los mandatos provinciales de Julio César, Craso y Pompeyo.
Con el apoyo de Catón, alcanzó la edilidad entre 53 y 52 a. C. Según escribe Plutarco.

Favonio pedía en una ocasión el cargo de edil, e iba de vencida; pero hallándose presente Catón, observó que todas las tablillas de los votos estaban escritas de una misma mano; y descubriendo aquel mal manejo, hizo anular la elección por medio de los tribunos de la plebe. Entonces Favonio fue elegido edil, y Catón, que le asistió en todas las cosas relativas a su cargo, también se encargó de la organización de los espectáculos que se celebraban en el teatro.

Además de obtener la edilidad, alcanzó la cuestura, sirviendo después como legatus en Sicilia. Aunque muchos autores clásicos indican que en 49 a. C. sería nombrado pretor, es actual motivo de controversia el que alcanzara la pretura en algún momento entre 52 y 48 a. C. Francis X. Ryan escribió en su artículo The Praetorship of Favonius que la respuesta está en una reunión senatorial en la que Favonio echó en cara a Pompeyo el haber declarado que sólo necesitaba dar una patada en el suelo y comenzarían a brotar tropas diciendo «esta es la hora de que des aquel puntapié en el suelo, haciendo brotar las tropas que prometiste».
El hecho de que hablara en esta reunión hace que «cuando nos fuerzan a decidir si el hombre que habló en una reunión convocada por los cónsules era un pretor o un simple senador, todo lo que podemos decir es que es mucho más probable la última alternativa».

### Catón

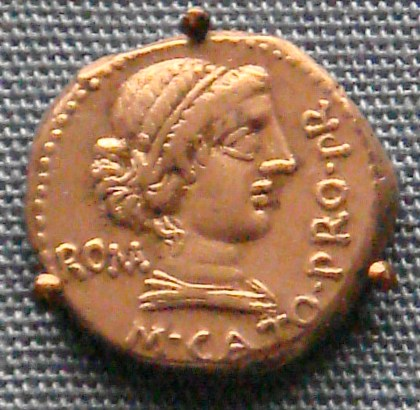
Denario de oro con el rostro de Catón (47 o 46 a. C.).

Dión Casio escribe acerca de la relación entre Catón y Favonio que este último «le imitaba en todo», mientras que Plutarco dice que «era un hombre de bondad...le parecía que imitaba la libertad y la entereza de Catón». La admiración que sentía hacia Catón le llevó a intentar imitar su valentía al encararse a Pompeyo en la reunión del Senado mencionada con anterioridad.
Plutarco escribe que era conocido entre los aristócratas romanos como un ilustre cínico a causa de su ímpetu en el discurso, pero un moderno experto establece que era un «temprano representante del pseudocinismo» que no alcanzó el cinismo ideal de los que propusieran esta doctrina, algo que sí lograría Dión Crisóstomo.
Independientemente de que era «violento en todo y sumamente resuelto», también era capaz de llevar a cabo actos de humildad, como el que tuvo hacia Pompeyo cuando este se reunió con Deyótaro de Galacia en un barco:

...y viendo Favonio que Pompeyo, por falta de sirvientes, había empezado a lavarse a sí mismo, corrió a él y le ayudó a lavarse y ungirse, y de allí en adelante continuó ungiéndole y sirviéndole en todo lo que los esclavos a sus amos, hasta lavarle los pies y aparejarle la comida, tanto, que alguno, al ver la naturalidad, la sencillez y pronta voluntad con que se hacían aquellos oficios, no pudo menos de exclamar: ¡Cómo todo está bien al hombre grande!

### Oponente de César

#### Triunvirato
Favonio fue un aristócrata romano. En una carta a César conocida como ad caesarem senem de re pública oratio, tradicionalmente atribuida a Salustio aunque más probablemente escrita por el retórico Marco Porcio Latrón, indican al comandante romano las cualidades de ciertos nobles. Marco Calpurnio Bíbulo y Lucio Domicio Enobarbo son descritos en términos deshonrosos, mientras que Catón es «de versátiles, elocuentes y limpios talentos que no debo despreciar». El escritor continúa:

En adición a lo que he dicho debo mencionar la parte constituida de nobles de menor capacidad, que, como una inscripción, no contribuyen más que con su célebre nombre. Hombres como Lucio Postumio y Marco Favonio me resultan desdeñables. Cuando las cosas van bien les emplean en algo; en el caso de que ocurra un desastre son los primeros en ser desechados ya que no resultan de utilidad.

Como Catón, luchó contra la corrupción de la clase política romana y contra el ascenso del Primer Triunvirato en particular. Cuando César volvió de su pretura en Hispania (59 a. C.) y alcanzó el consulado. se alió con Pompeyo —al que convirtió en su yerno al casarle con Julia— y Clodio. Con su vuelta tendría lugar un incidente en el que después de que Catón impidiera que César celebrara el triunfo que le había concedido el Senado por su campaña contra los lusitanos y se presentara al consulado de una sola vez, Bíbulo y Catón serían atacados por los partidarios de César. Tras ello los senadores cesarianos demandaron que se aprobara una ley relativa a la distribución de la tierra y que todos los senadores prometieran mantenerla una vez aprobada.
Plutarco escribe que se actuaría «imponiendo graves penas a los que no jurasen», es decir, el exilio. El partido liderado por Cicerón, Lúculo y Bíbulo, con el que se aliaron Catón y Favonio, se opuso a estas medidas, pero acabaron teniendo que acatar la voluntad del cónsul o abstenerse. No obstante, Catón temía que aprobar esta ley equivaliera a extender el poder de los triunviros; Plutarco escribe que «no era el repartimiento de tierras lo que temía, sino el salario que por él pedirían los que lisonjeaban a la nación con aquel cebo». En un momento dado todos los senadores a excepción de Catón y Favonio prometieron mantener esta ley, a causa de lo cual Cicerón intentó convencer a Catón de que cambiara su actitud. En palabras de Plutarco:

...el que más le persuadió y movió a que jurase fue Cicerón el orador, exhortándole y haciéndole ver que quizá ni siquiera es justo el pensar que uno solo deba oponerse a lo establecido por la sociedad entera, y que por descontado es necedad y locura querer perderse cuando es imposible remediar nada en lo hecho; y el último de los males, el que, haciéndolo y sufriéndolo todo por la república, la abandonase y entregase a los que querían perderla, pareciendo que se retiraba contento de los combates que por ella sostenía: “Pues si Catón - le dijo - no necesita de Roma, Roma necesita de Catón, y necesitan todos sus amigos”, de los cuales decía Cicerón ser el primero; y contra quien se dirigía Clodio su enemigo, queriendo emplear en su ruina la autoridad del tribunado.

Finalmente Catón acató la decisión de los senadores acompañado por Favonio, el último en ceder. Plutarco escribe que «...ablandado con tan poderosas razones e instancias en casa y en la plaza, se dice haberse dejado por fin vencer Catón, aunque con dificultad, y que pasó a prestar el juramento el último de todos, a excepción solamente de Favonio, uno de sus más íntimos amigos.»
Cuando se enteró de que César necesitaba dinero y que Pompeyo y Craso pretendían obtener un nuevo consulado en las próximas elecciones Favonio «...que seguía las huellas de Catón, se salió fuera de la curia a gritar al pueblo cuando vio que no sacaba ningún partido, nadie hizo caso: algunos, por respeto a Pompeyo y a Craso, y los más, por complacer a César, sobre cuyas esperanzas vivían descansados».

#### Conspiración
Con independencia del hecho de que Favonio era un rival de César, los conspiradores no le propusieron participar en el complot para asesinarle, que acaecería en 44 a. C. En su Vida de Bruto Plutarco escribe que:

Entre otros de sus amigos también dejó Bruto a un lado a Estatilio el epicúreo y a Favonio, el admirador de Catón, porque habiéndoles hecho alguna remota indicación, y aun ésta por rodeos, en la conversación familiar y tratando asuntos de filosofía, Favonio le respondió que la guerra civil era peor que una monarquía ilegítima, y Estatilio le expresó que al hombre sabio y de juicio no le estaba bien ni le incumbía exponerse a nada, ni perder su quietud por los necios y malos

### Muerte
Tras la muerte de César (44 a. C.) se unió a los adversarios del triunvirato que unió a Octavio, Marco Antonio y Lépido. De acuerdo con la carta que escribió Cicerón a Ático en el verano del tiranicidio, Favonio estaba presente en la reunión entre los liberatores que se opusieron a la administración de Antonio. En esta reunión estuvieron Cicerón, Bruto, Casio, Porcia, Servilia y Junia Tercia.
Tanto Cicerón como Lucio César y Favonio entrarían en la lista de proscritos por los triunviros y acabarían detenidos después de que las tropas de Octavio y Antonio derrotaran a Bruto y Casio en Filipos (42 a. C.)
Este encarcelamiento no contribuyó a templar su temperamento; Suetonio escribe que «M. Favonio, el émulo de Catón, saludó respetuosamente a Antonio llamándole general, pero prodigó a Augusto las más crueles injurias.» Este comportamiento era debido al brutal trato que Octaviano dispensó a los capturados en Filipos.
Dión Casio escribe acerca de su muerte que:

La mayor parte de los hombres importantes que se contaban entre los asesinos de César o habían sido proscritos acabaron asesinados, o, como Favonio, capturados y ejecutados; el resto escapó al mar y se unió a Sexto.

El esclavo de Favonio, Sarmento, que había sido adquirido después de que se vendiera el patrimonio de su amo, se convirtió en un catamita del emperador Octavio. Precisamente Quinto Delio diría a Cleopatra que mientras él y otros dignatarios eran agasajados con vino ácido en Grecia, el catamita de Octavio saboreaba un falerno en Roma.

## Favonio en elJulio Césarde Shakespeare

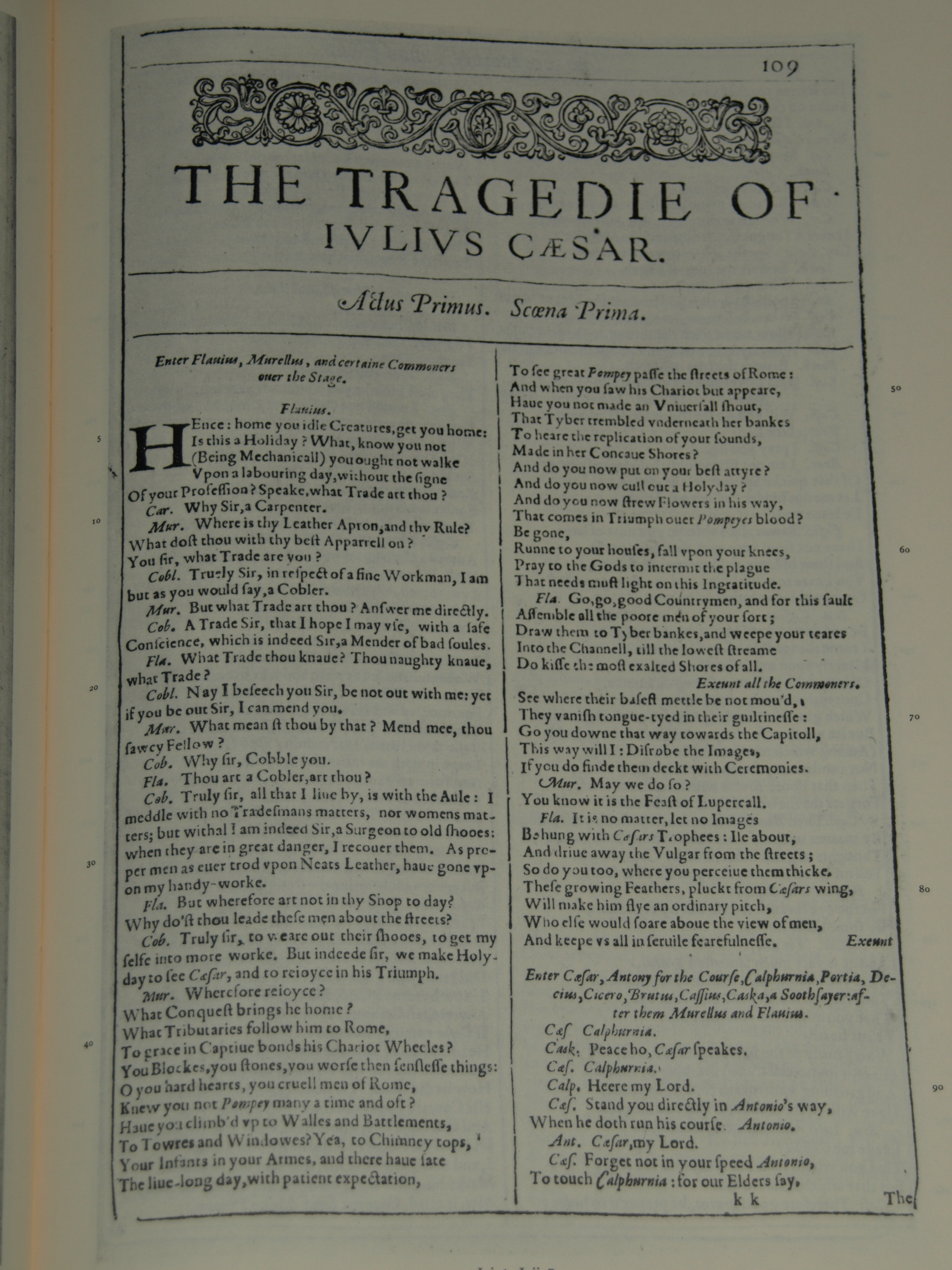
Facsímil de la primera página de Julio César procedente del First Folio de 1623.

Favonio es el poeta que aparece en la tercera escena del cuarto acto de la obra de Shakespeare Julio César Shakespeare tomó los detalles de esta escena de las Vidas Paralelas de Plutarco en las que, durante la marcha de Bruto a Sardes, este y Casio se reunieron en la tienda del primero, lo que les llevó a discutir acaloradamente. Los colaboradores de ambos intentaron irrumpir en la estancia para conocer el motivo de la disputa y evitar males mayores, pero acabaron siendo detenidos. No obstante, nadie pudo parar a Favonio, que entró en la habitación. En palabras de Plutarco:

Marco Favonio, el que se había propuesto por modelo a Catón, y que más que con el discurso hacía de filósofo con un calor y un ímpetu casi furioso, intentaba introducirse en la sala, y los esclavos pugnaban por impedírselo; pero era difícil contener a Favonio tomando cualquier empeño, porque era violento en todo y sumamente resuelto, no haciéndole grande fuerza el ser senador romano; pero muchas veces, con lo cínico y libre de su franqueza, quitaba a los hechos lo que podían tener de ofensivos, y la importunidad misma solía tomarse a chanza y juego. Atropellando, pues, entonces a fuerza por las puertas, entró pronunciando con voz contrahecha aquellos versos que pone Homero en boca de Néstor: Oídme, pues que ambos sois más mozos. y los demás que siguen, a lo que Casio se puso a reír; pero Bruto le echó de allí, llamándolo verdadero can y falso cínico. Sin embargo, así tuvo fin por entonces aquella desazón, retirándose sin que pasara adelante. Dio Casio de cenar aquella noche, y Bruto llevó consigo a sus amigos; cuando se habían sentado, se presentó Favonio, que ya iba bañado, y protestando Bruto que acudía sin haberle convidado, le dijo que pasara a la silla más alta; pero él penetró por fuerza y tomó asiento en el medio, y el convite no dejó de ser entretenido y ameno.

En Julio César Shakespeare nos da una versión en la que Favonio aparece por primera vez en la obra como el poeta:

Poeta: Dejadme ver a esos dos generales; hay una disputa entre ellos y yo y no quiero que los dejemos solos.

Tras entrar en la tienda dice a Bruto y a Casio:

Poeta: ¡Vergüenza, generales! ¿Qué quiere decir esto? Deberíais amaros y ser buenos amigos; y no como os portais ahora ante testigos.

A lo que Casio replica:

Casio: ¡Ja, ja, ja! ¡Qué mal rima este borrico!

Finalmente Bruto expulsa a Favonio de la tienda. En este punto Shakespeare obvia lo escrito por Plutarco, que dice que los dos comandantes invitaron a Favonio a celebrar su reconciliación.

## Nomen
Favonius en latín quiere decir «favorable»; en la mitología romana era el viento del oeste, el Céfiro de la mitología griega.